# Bestiář

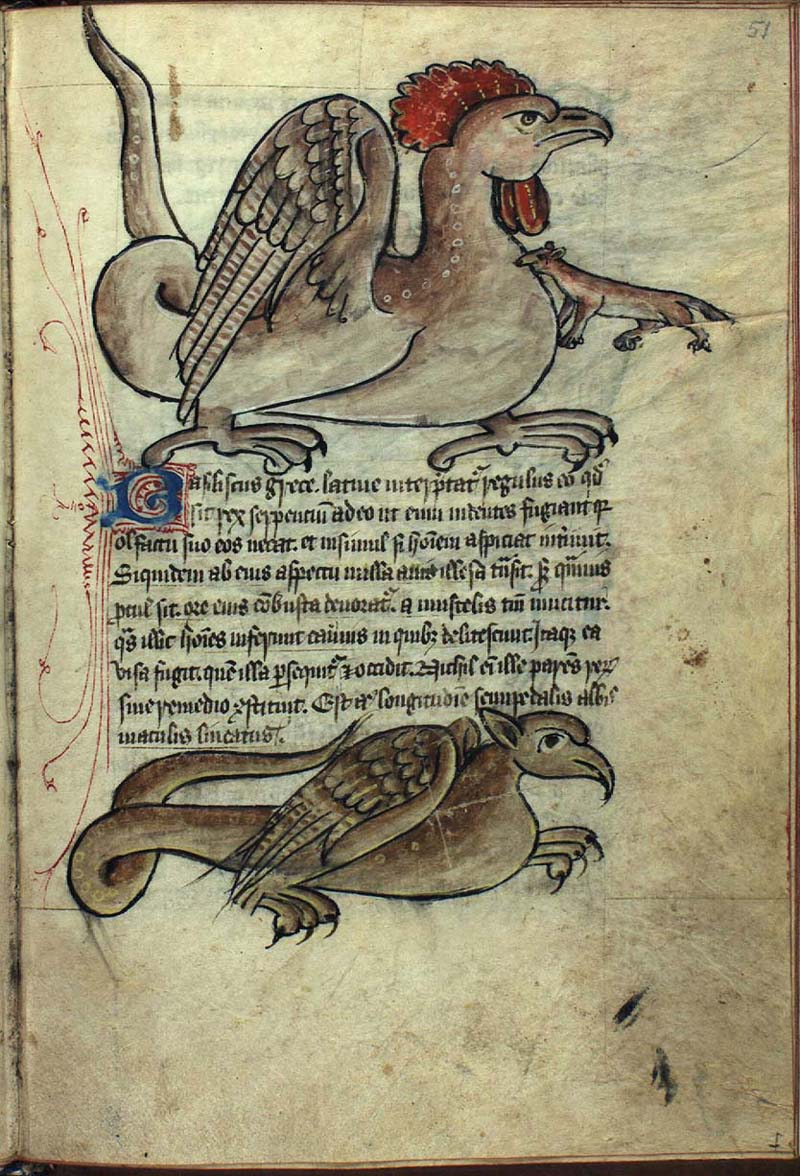
Galský kohout a gryf v latinském Bestiáři Anny Walshe, Anglie, 15. století; Královská knihovna Kodaň, Gks16330, fol. 102v

Bestiář (z latinského bestiarium od bestia - dravé zvíře, dravec) je kniha nebo její část, obsahující popisy skutečných i mytických zvířat a jiných bytostí.

## Historie
Nejstarší známý bestiář je anonymní řecké dílo Physiologus pocházející z 2. století. Shrnuje starověké vědění a domněnky o takových zvířatech a bytostech ze spisů klasických autorů, jako je Aristotelova Historia Animalium a v různých dílech Herodota, Plinia, Solina, Aeliana a dalších.
V raném středověku následovaly encyklopedie, jaké napsali Albert Veliký (De animalibus libri XXVI; De mineralibus libri V), Isidor ze Sevilly (12. kniha z jeho Etymologií De animalibus), vykladači apokalypsy, jako byli svatý Ambrož nebo Ondřej z Césareje.

### Ilustrované bestiáře
Oblíbené bestiáře, lucidáře a nejstarší cestopisy s ilustracemi zobrazovaly jak bájné lidi, tak bájná zvířata (například jednorožec, hippocampus, gryf nebo hydra), ptáky a dokonce kameny. Antropomorfní bytosti, jako diví lidé nebo deformovaná lidská monstra (bezhlaví akefalové s očima na hrudi, kynokefalové se psí hlavou, jednonozí skiopodi, jednonozí a jednorucí kyklopedi, kyklopové s jedním okem, drakontopedové s dračím tělem a další nestvůry) byly oblíbené od 12. do 15. století.
Přírodní vývoj a ilustrace každého zvířete často doprovázela lekce z morálky, což odráželo, že svět sám o sobě hlásá Slovo Boží a že každá živá bytost má svůj význam. Bestiáře z 12. století oblíbené v Anglii a ve Francii byly většinou kompilacemi dříve vydaných textů.

### Samostatné ilustrace
Bytosti z bestiáře mohou tvořit jen část knihy nebo izolované ilustrace jako drolerie v knihách vrcholného a pozdního středověku. Objevují se v cestopisech, v bibli či modlitebních knihách (například Bible Václava IV., Kniha hodinek, Viaticus), kde zaujímají pozici pouhých drolerií bez souvislosti či v přímém protikladu k ilustrovanému textu. Prvním českým autorem, který názvosloví bestiáře přeložil do češtiny, byl pražský univerzitní Mistr Klaret ve 3. čtvrtině 14. století.

### Ikonografie
Bestiáře a jejich ilustrace představují významný pramen pro ikonografii výtvarného umění středověku.

## Moderní doba a současnost
Bestiáře z moderní doby jsou například Borgesova Fantastická zoologie (v originále El libro de los seres imaginarios), Apollinairův Bestiář aneb průvod Orfeův, ze současné fantasy literatury Bestiář Harryho Pottera od J.K. Rowlingové a z české románové tvorby Bestiář Barbary Nesvadbové.